# Jan Borren
Jan Joachim Borren (Dindhoven, 27. rujna 1947.) je bivši novozelandski hokejaš na travi.
Bio je državnim reprezentativcem na OI 1968. u Montrealu i OI 1972. u Münchenu. 
Rodio se u Nizozemskoj, kao i njegov mlađi brat Arthur, koji je osvojio zlatno odličje za Novi Zeland u hokeju na travi na OI 1976.
Borren se nastavio baviti hokejem na travi i nakon što je završio aktivnu igračku karijeru. Tako je 1998. postao glavnim trenerom novozelandskih hokejašica na travi. Nakon razočaravajućeg 11. mjesta na SP-u 2002. u Perthu, najavio je da se neće opet kandidirati za izbornika u idućem dvogodišnjem natjecateljskom ciklusu.
Pod njegovim vodstvom je Novi Zeland ostvario iduće rezultate:
- 1999.: Trofej prvakinja u Brisbaneu, 5. mjesto
- 2000.: izlučna natjecanja za OI 2000. u Milton Keynesu, pobjednice
- 2000.: Trofej prvakinja u Amstelveenu, 6. mjesto
- 2000.: Olimpijske igre u Sydneyu, 6. mjesto
- 2001.: Trofej prvakinja u Amstelveenu, 5. mjesto
- 2002.: Igre Commonwealtha u Manchesteru, 4. mjesto

- 2002.: Trofej prvakinja u Makau, 5. mjesto
- 2002.: SP u Perthu, 11. mjesto